# إيلينا جارو
إيلينا غارو (بالإسبانية: Elena Garro)‏ (1916 - 1998)، هي أديبة مكسيكية من أصول اسبانية. هي من أبرز روائيات أمريكا اللاتينية، وهي زوجة سابقة للشاعر العالمي أكتافيو باث، وعاشت معه أهوال الحرب الاهلية الاسبانية التي ظهرت آثارها في روايتها «البيت الذي بجانب النهر».

## سيرتها
ولدت إيلينا ديلفينا جارو نافارو في مدينة بويبلا بالمكسيك في 11 ديسمبرعام 1916. خلال حرب كريستيرو. هي كاتبة متعددة الجوانب وغزيرة الإنتاج، اشتملت أعمال جارو على أنواع أدبية مختلفة، من بينها الشعر، والرواية، والقصة القصيرة، والمقال. اتسمت كتاباتها بالسحر والغموض، والكتابة في الموضوعات الشائكة للمجتمع الذي تعيش فيه، مثل حق المرأة في أن تكون حرة. انتقلت إلى مدينة المكسيك  لدراسة الأدب والرقص والمسرح في الجامعة الوطنية المستقلة في المكسيك  ، حيث التقت هناك أوكتافيو باث الذي تزوجته عام 1937. ورافقته إلى إسبانيا ونتج عن تلك الرحلة كتابها المشهور«ذكريات أسبانياا» عام 1937. أنجبت منه ابنتها هيلينا وتطلقا  عام 1959. عاشت في أوروبا لعدة سنوات قبل أن تعود إلى المكسيك في عام 1963. تخرجت في جامعة كاليفورنيا في بيركلي وجامعة باريس.
يعتبرها بعض النقاد ثاني أهم كاتبة مكسيكية بعد سور خوانا إينيس دي لا كروث. لكن  لسوء الحظ، اليوم لا أحد يتذكر أن إيلينا جارو كانت، بالإضافة إلى كونها صحفية، كاتبة مسرحية ناجحة وكاتبة روائية شهيرة للقصص القصيرة، وأنها نشرت واحدة من أفضل روايات السرد المكسيكي «ذكريات المستقبل» عام 1963.

## الجوائز
- جائزة كزافييه فيلاوروتيا عام  1963 عن عملها «ذكريات المستقبل».

- جائزة جريجالبو عام 1981 عن الرواية شهادات حول ماريانا.

- جائزة كوليما للفنون الجميلة للسرد عن عمل نشر عام 1996.

- جائزة سور خوانا إينيس دي لا كروث عام1996.

لطالما اعتُبرت أعمالها ثانوية في ظل أوكتافيو باث، لكن المراجعة النقدية لكتاباتها في العقد الماضي تضعها في صدارة الكتاب المكسيكيين. ومن بين رواياتها تبرز «ذكريات المستقبل» و«البيت المجاور للنهر». من بين مسرحياتها «منزل متين».
- ذكريات المستقبل 1963

- شهادات حول ماريانا1981

- لم شمل الشخصيات 1982[5]

- المنزل بجانب النهر 1983

- وماتارازو لم يتصل 1991

- بدلة حمراء للمبارزة 1996

- قلب في سلة مهملات 1996

- ابحث عن نعيتي وحبي الأول 1998

- أختي الصغرى ماجدالينا 1998

- الشجرة أو جزء من يوميات  1958

- قمر مثالي 1958

- اليوم الذي كنا فيه كلابر1962

- حياتنا هي الأنهار 1963

- إنه خطأ تلاكسكالا 1964

- الجني1964

- صانع الأحذية الصغير من غواناخواتو1964

- أي ساعة؟ 1964

- قبل حرب طروادة 1964

- سرقة تيزتلا 1964

- الحلبة 1964

- كان كوكب عطارد 1965-1966

- منزل متين 1957

- الملك الساحر 1958

- النقل  1959

- السيدة على شرفتها 1959

- الشجرة 1963

- الفتاه الحمقاء 1963

- الكلاب 1965

- فيليب انجليس 1967

- الاثر 1981

تعتبر ذكريات المستقبل أولى روايات إيلينا جارو كتبت قبل مائة عام من العزلة وترجمت إلى عدة لغات، بما في ذلك الإنجليزية والفرنسية. منذ نشرها، أثبتت هذه الرواية أنها، كما قال أوكتافيو باث، «واحدة من أفضل إبداعات الأدب الأمريكي اللاتيني المعاصر»، حيث فازت بجائزة  كزافييه فيلاوروتيا عام (1963). وفي عام 1968 تم تحويلها إلى فيلم لأرتورو ريبستين.
احتفظت الكاتبة بالرواية في صندوق وتركتها منسية حتى استعادتها أختها استريلا بالصدفة في عام 1960. كان زوجها أوكتافيو باث منبهرًا عند قراءته لها لدرجة أنه قال إنها «واحدة من أفضل الإبداعات الأدب الأمريكي اللاتيني المعاصر» وأصر على وجوب نشرها.
منذ ذلك الحين كانت هذه الرواية  نقطة تحول في الأدب المكسيكي وأفضل صانع للواقعية السحرية ، لأنه يكشف بشكل ممتاز عن الأدب الرائع المطبق على الطفولة والشباب والحب والوحدة والموت.حيث  لا يوجد أشخاص يقومون بالواقعية السحرية بجودة بعد هذا العمل. وهذا يجعله عملاً فريدًا من نوعه في المكسيك.
ذكريات المستقبل هي التاريخ الكورالي لمدينة إكستيبيك، وهي بلدة قريبة من المكسيك. هناك، عاش السكان محبوسين في زمن ثابت لسنوات. عاشت إكستيبيك أوقاتًا أفضل، لكن بوجود الجيش والجنرال فرانسيسكو روساس ، أصبحت شوارعها راكدة بين الملل والدماء. تقيم عائلة مونكادا في أحد الشوارع الرئيسية في المدينة. إيزابيل ونيكولاس وخوان ثلاثة أشقاء يعرفون أن مصيرهم المشاركة في المصير المظلم للمدينة. لكن الجنرال فرانسيسكو كان يحب جوليا ويحتجزها في فندق جاردين. عندما هربت حبيبته جوليا مع فيليبي هورتادو، عاد الجنرال أكثر قسوة لأنه لم يستطع تحمل الألم بسبب غياب حبيبته. لذلك، أصبح أكثر شراً دون إعطاء أهمية لسكان إكستيبيك.
إنها رواية  تعالج مفاهيم مثل الفساد وإساءة استخدام السلطة والبحث عن المذنبين والذنب، والملجأ الذي ابتكره كل واحد منا للهروب مما يحدث، وقبل كل شيء، جهود شعب بأكمله للدفاع عما يعتقد أنه ملكه.
- إيلينا جارو على موقع IMDb (الإنجليزية)